# Tummanna
Tummanna era una ciutat i una extensa regió de la costa de la mar Negra entre la regió de Pala i el cor del país dels kashka, que correspondria al clàssic Pont, esmentada a les inscripcions hitites.
Els kashka la dominaven al segle xiv aC, i va ser conquerida pel rei Subiluliuma I durant les seves expedicions contra aquestes tribus hostils, a la primera part del seu regnat abans de 1340 aC, i va fortificar la regió. A la part final del seu regnat, cap a l'any 1330 aC, hi va haver de tornar, almenys a la comarca de la muntanya Kasu (Kaššu) i d'allí contra una ciutat de nom incomplet (...naggara) on ja havia estat a la seva primera campanya, la qual cosa vol dir que els kashka l'havien tornat a ocupar almenys parcialment.
Als voltants de l'any 1300 aC va ser integrada en el regne vassall d'Hakpis, creat per Muwatallis II per contenir els atacs dels kashka i que va donar a son germà Hattusilis (després rei amb el nom d'Hattusilis III). Formava la part centre-occidental i tenia encara a l'oest la regió de Pala. Mursilis III la va separar d'aquest regne i la va incorporar als seus dominis, cosa que segurament va ser un dels antecedents que va provocar la guerra civil, on Hattusilis III rei d'Hakpis el va enderrocar.